# Hällsvik

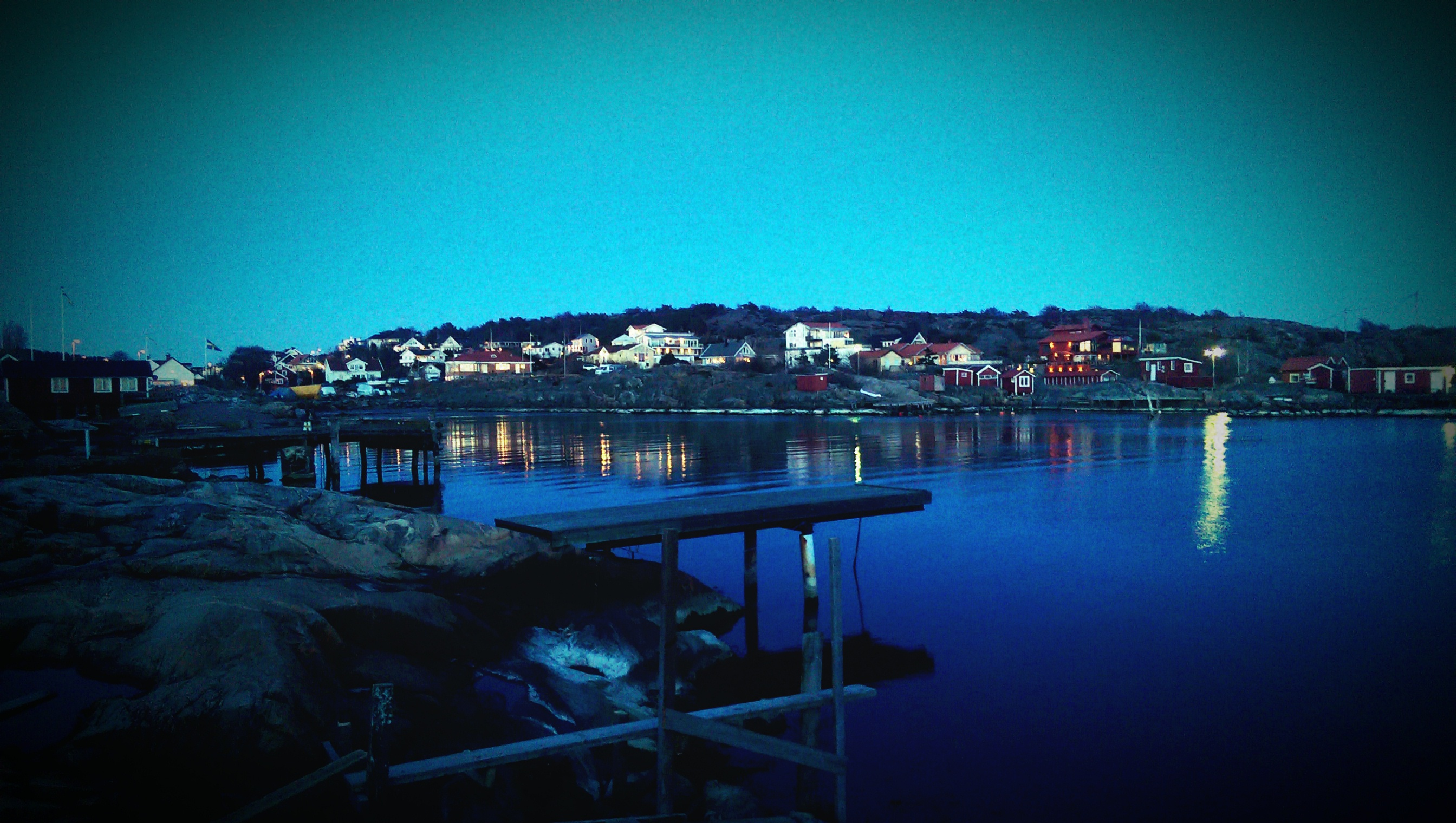
Fotografi taget från klipporna in mot Hälleviken i Hällsvik. Skymning i tidig april.

Hällsvik är ett samhälle vid Hälleviken på sydvästra Hisingen, i Göteborgs kommun. Samhället är beläget i en dalgång och gränsar till Andalen i syd samt Hjuvik i norr.
Hällsvik var tidigare en liten by med fiske som en viktig näring. Sedermera kombinerades jordbruk och fiske och fortfarande finns delar av ursprungliga byggnader från denna tid kvar. Under varvens storhetstid var det vanligt att varvsarbetare skaffade sommarstugor i Hällsvik. Undan för undan har tomterna styckats av, sommarstugorna har antingen rivits eller byggts om för att ge plats till privata villor. 
I Hällsvik finns Hällsviks Bycenter, vilket är en kombinerad lokal mötesplats och skola 1-3 med förskoleklass.
I Hälleviken, Hällsviks havsvik och centrala punkt, finns en välbesökt badplats. Badplatsen drivs ideellt av den lokala intresse/idrottsföreningen, HIF. HIF underhåller bryggor, rutschkana, en badflotte samt en dansbana vid badplatsen. På vintern används ofta Lågedammen som skridskobana.
I Hällsvik finns en fritidsbåtshamn som drivs av Hällsviks Båtsällskap.
Nordväst om Hällsvik finns ett stort tidigare militärområde som tidigare inrymde Batteri Torslanda (även kallat Hjuviksbatteriet). Den inre delen av området ägs idag (2010) av ett markexploateringsbolag och den del närmast kusten, mellan Hällsvik och Hjuvik, ägs av Fortifikationsverket. Hela området används nu som strövområde. På området finns fortfarande tydliga lämningar från de tunga kustartilleriinstallationerna.